# Comunitat de comunes del Grand-Fougeray

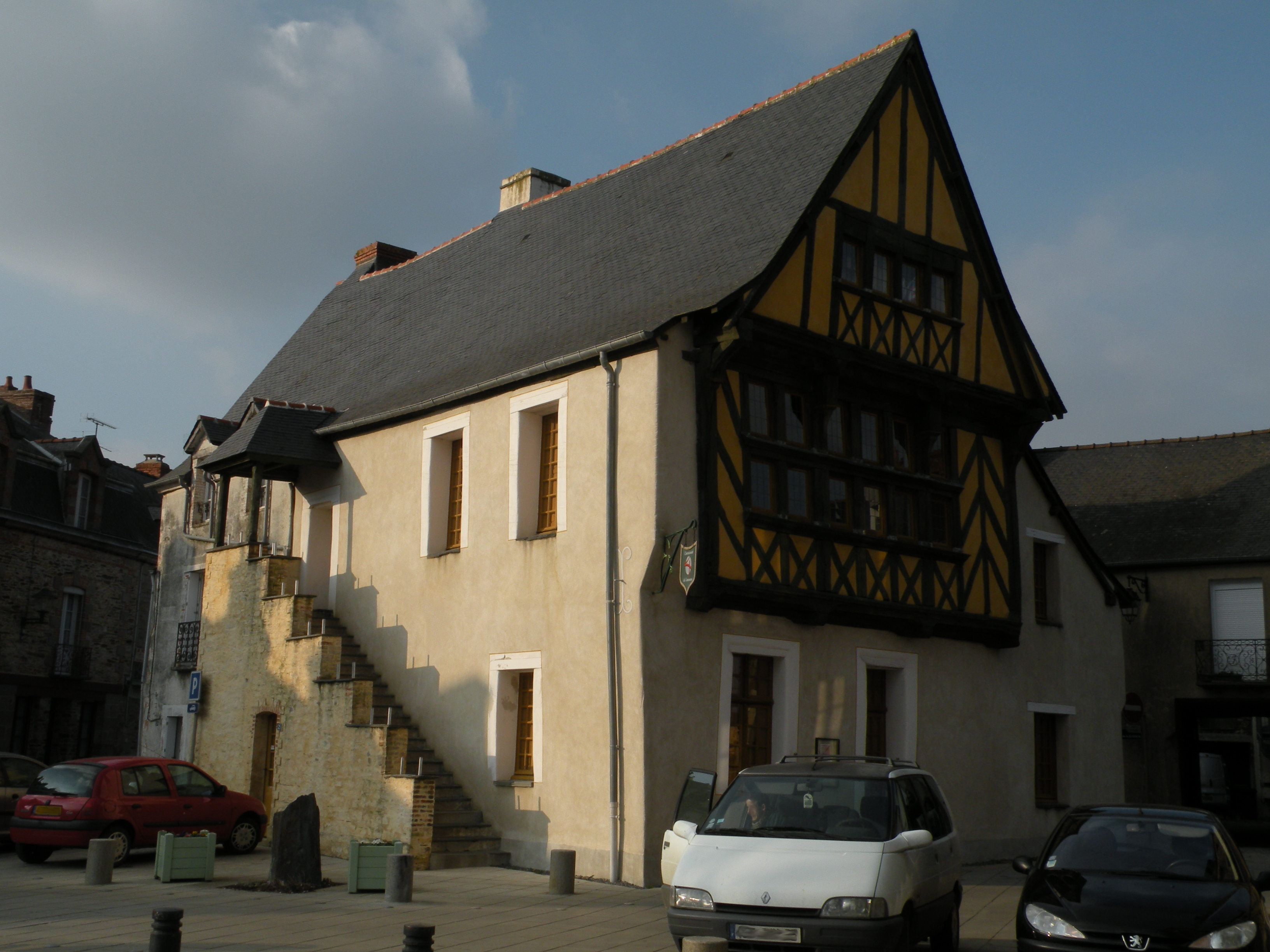
Seu de la comunitat de comunes

La Comunitat de comunes del Grand-Fougeray (en bretó Kumuniezh kumunioù Kanton Presperieg) és una estructura intercomunal francesa, situada al departament de l'Ille i Vilaine a la regió Bretanya, al País de Redon i Vilaine. Té una extensió de 128 kilòmetres quadrats i una població de 5.031 habitants (2006).

## Composició
Agrupa 4 comunes :
1. La Dominelais
2. Grand-Fougeray
3. Sainte-Anne-sur-Vilaine
4. Saint-Sulpice-des-Landes